# Escudo de la Ciudad de Nueva York
El sello de la ciudad de Nueva York fue adoptado en el año 1686. En su parte central figura un escudo con bordura de oro (dorada) cuya descripción heráldica es la siguiente: Un campo de plata cuartelado en aspa por una cruz de San Andrés de sable (negro) formada por las aspas de un molino de viento. En el primer y cuarto cuartel un castor de sínople (verde), en el segundo y tercero un barril de harina de sable.
El escudo está sujeto por las figuras de un colono que sostiene en su diestra una plomada y la de un guerrero que porta un arco en su siniestra.
Debajo del escudo aparece la fecha 1625, el año en que se fundó la ciudad con el nombre de Nueva Ámsterdam y, rodeando estos elementos hasta la mitad del sello, una cinta dorada en la que aparece escrito en latín: "Sigillum Civitatis Novi Eboraci" que significa: "Sello de la Ciudad de Nueva York". Al timbre un águila pasante de plata que es el soporte del blasón en el sello de los Estados Unidos. El todo rodeado por una corona de laurel de gules (rojo) representada esquemáticamente.
- El Molino de viento alude al período en que la ciudad estuvo bajo dominio holandés.
- Los castores y los barriles de harina fueron algunos de los primeros bienes destinados al comercio que ofreció la ciudad.
- Las figuras que sostienen el escudo simbolizan la unidad entre los colonos y los nativos estadounidenses.
- El águila del timbre fue incorporada después de la independencia de los Estados Unidos.

La versión actual fue aprobada el 30 de diciembre de 1977, cuando se modificó el año que figuraba 1664 (fecha de la conquista inglesa de Nueva Ámsterdam) por el año de su fundación 1625. 
El sello aparece representado en la parte central de la bandera de la ciudad. El Estado de Nueva York cuenta con sello y bandera propios.

## Galería

Sello provincial de Nueva Holanda, utilizado por Nueva Amsterdam hasta 1654
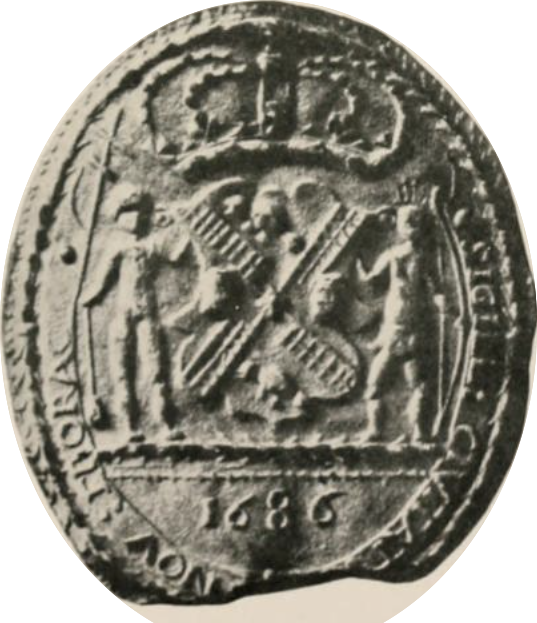
Sello de la ciudad de 1686 con corona imperial
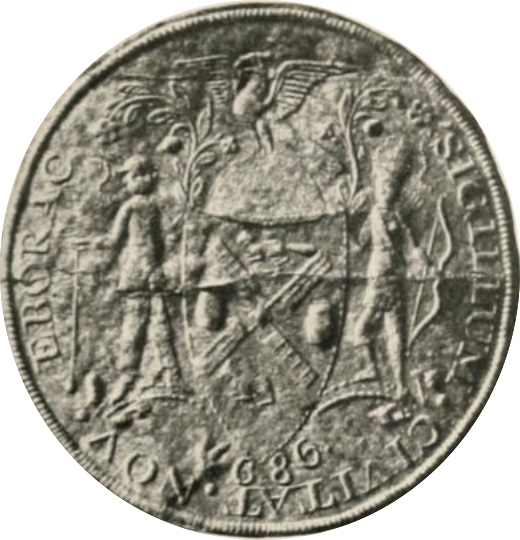
Sello de la ciudad de 1784
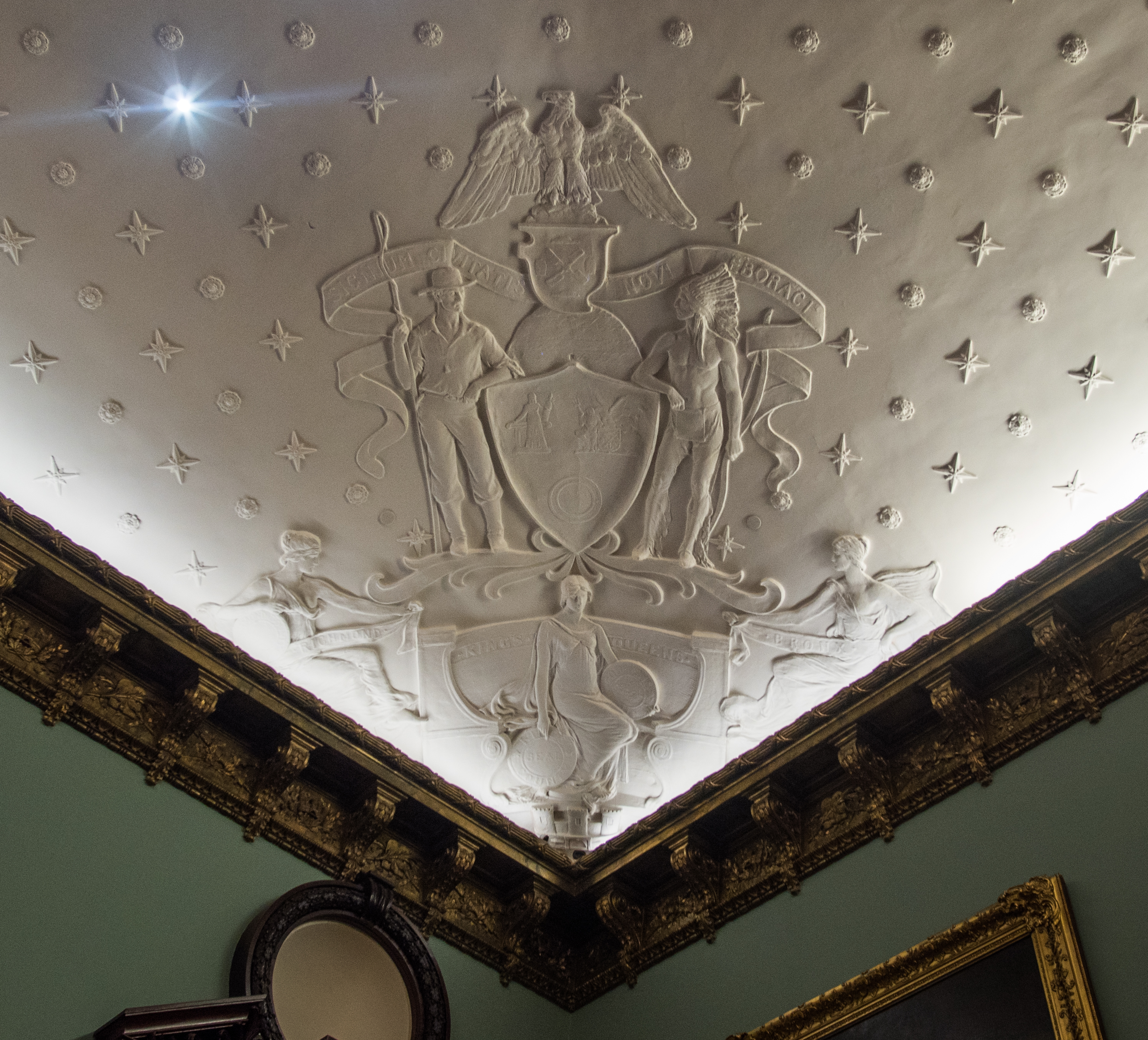
Grabado del techo de la cámara del Ayuntamiento de Nueva York. Tenga en cuenta las numerosas desviaciones del diseño oficial del sello.
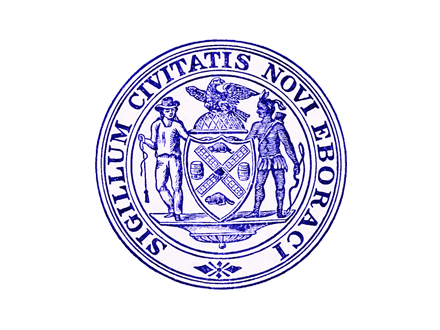
Bandera de la ciudad no oficial anterior a 1915 que incluye un sello no oficial
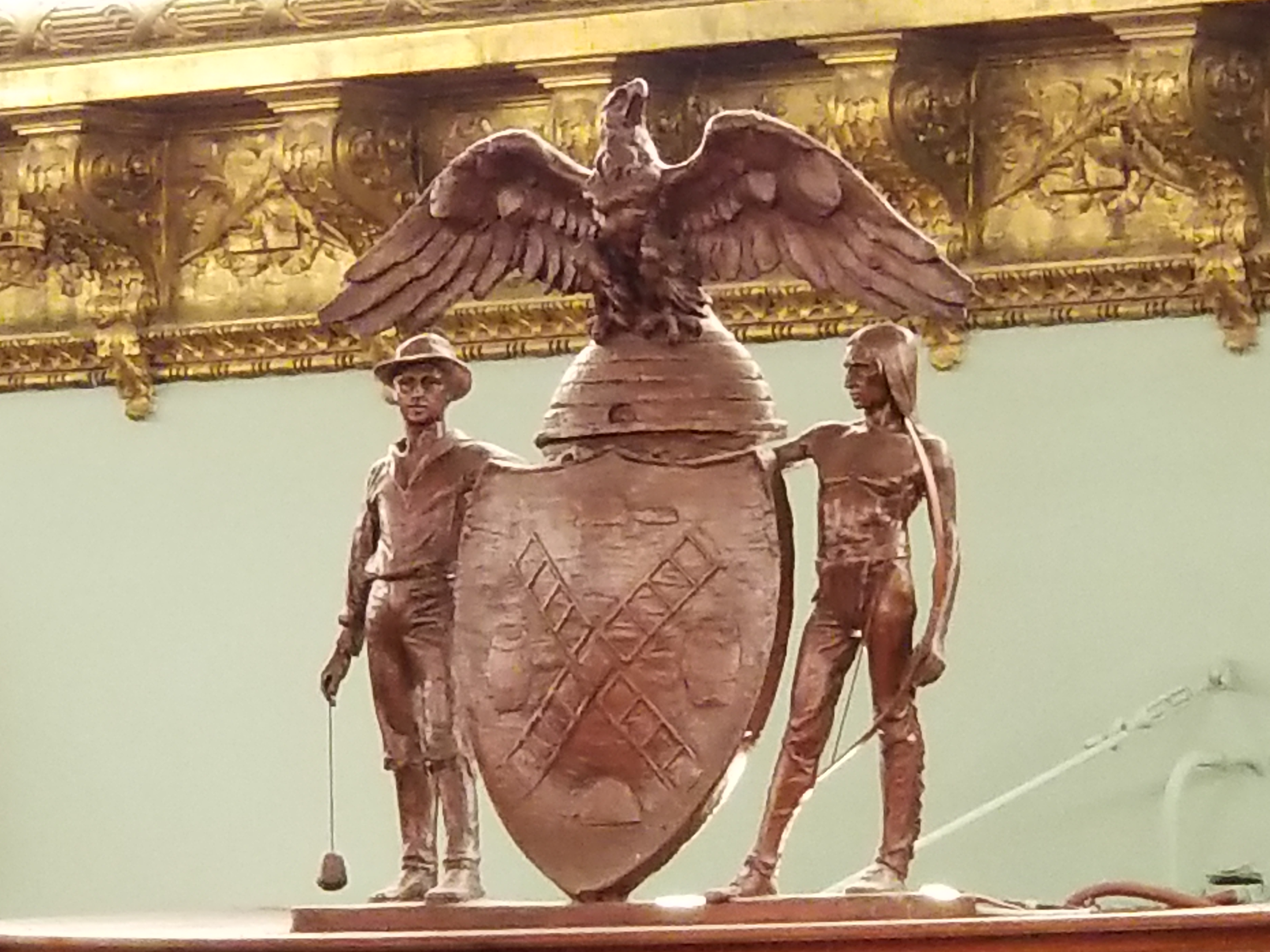
Escudo ornamental y soportes en el Ayuntamiento de Nueva York
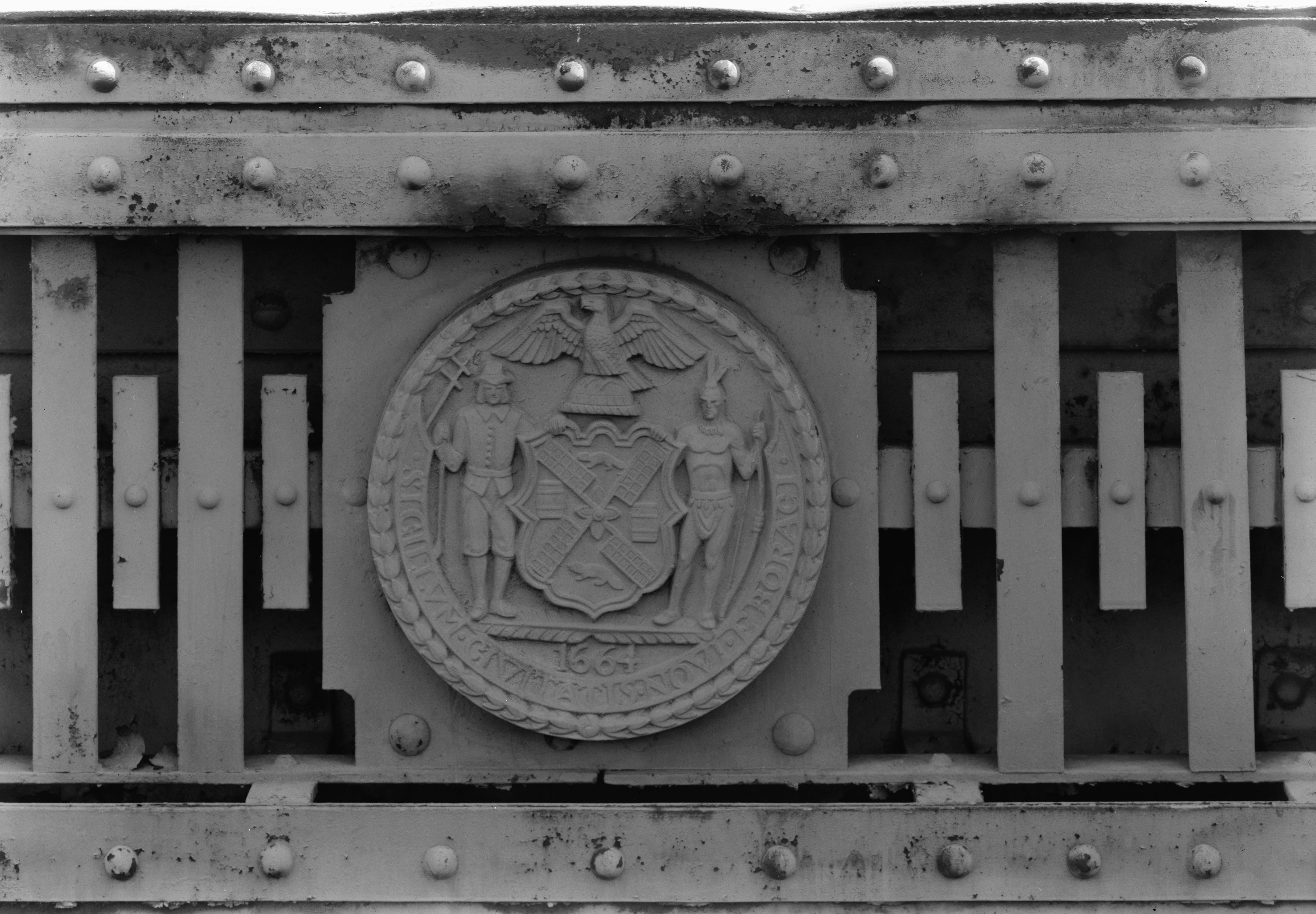
Variante circular del sello de 1915 como grabado decorativo en la West Side Highway (en español, Autopista del Lado Oeste)
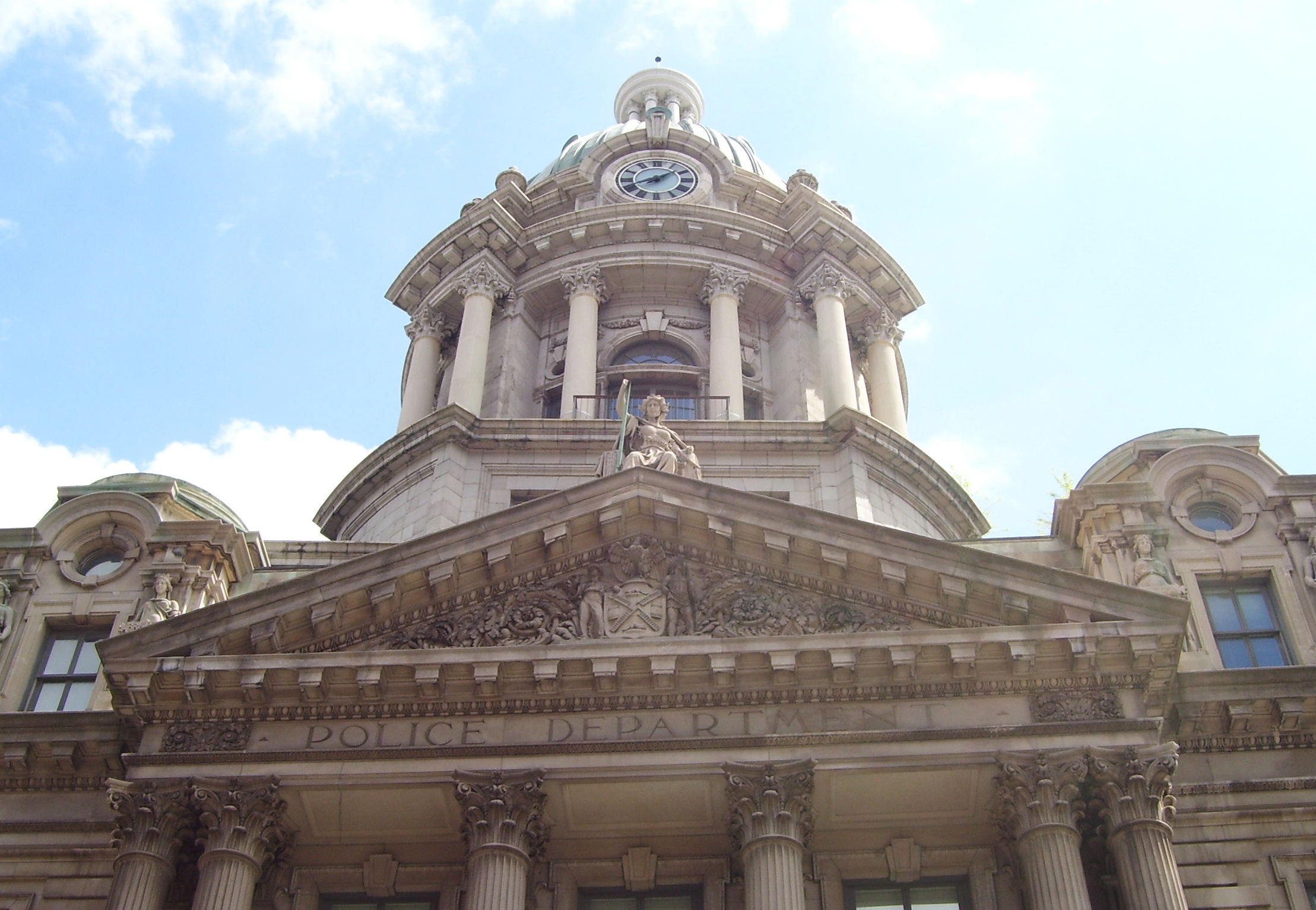
El escudo y los partidarios grabados en el frontón del antiguo edificio del Departamento de Policía de la Ciudad de Nueva York
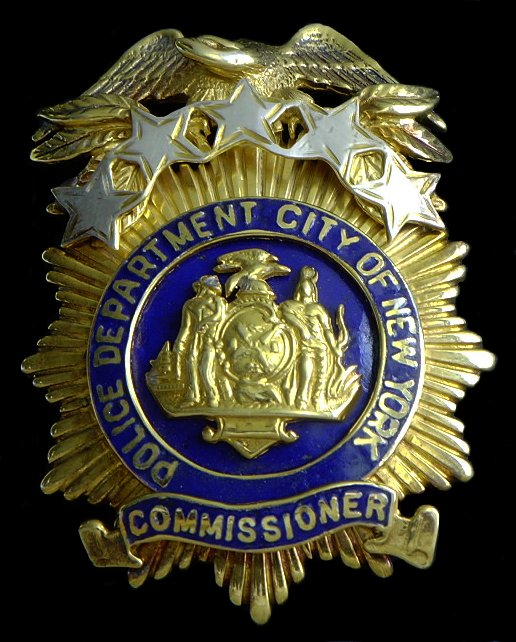
Una versión modificada del escudo y los partidarios de la insignia del comisario de policía de la ciudad